# Karl Firzlaff
Karl Firzlaff (* 4. Mai 1846 in Lustebuhr; † 23. Mai 1912 in Berlin) war Zimmermeister und Mitglied des Deutschen Reichstags.

## Leben
Firzlaff besuchte die Volksschule und bekam Privatunterricht. Danach besuchte er die Provinzial-Baugewerbeschule in Danzig und hat dort auch 1867 die Prüfung als Zimmermeister bestanden. Ab 1867 war er selbstständiger Inhaber eines Baugeschäfts nebst Holzgeschäft in Degow. Weiter war er stellvertretender Amtsvorsteher, Mitglied des Gemeinde-Kirchenrats und der Kreissynode.
Von 1899 bis 1912 war er Mitglied des Preußischen Abgeordnetenhauses und von 1898 bis 1903 war er Mitglied des Deutschen Reichstags für den Wahlkreis Regierungsbezirk Köslin 3 (Köslin, Kolberg-Körlin, Bublitz) und die Deutschkonservative Partei.